# Walter Schönenberger (Forstwissenschaftler)
Walter Schönenberger (* 1944) ist ein Schweizer Forstwissenschaftler.

## Leben
Schönenberger wurde 1978 an der Universität Freiburg mit einer Arbeit über die Ökologie der natürlichen Verjüngung von Fichte und Bergföhre in Lawinenzügen der nördlichen Voralpen promoviert. Er arbeitete bei der Eidgenössischen Anstalt für das forstliche Versuchswesen. In seiner bekanntesten Schrift befasst er sich mit dem Orkan Vivian (2002/3).

## Schriften
- Standortseinflüsse auf Versuchsaufforstungen an der alpinen Waldgrenze (Stillberg, Davos). Birmensdorf: Eidgenössische Anstalt für das Forstliche Versuchswesen, 1975[2]
- Mit Peter Blaser: Standortsfaktoren und Bodenbildung in einem subalpinen Lawinenanrissgebiet (Stillberg bei Davos). Birmensdorf: Eidgenössische Anstalt für das Forstliche Versuchswesen, 1976, Sonderdruck.[3]
- Ökologie der natürlichen Verjüngung von Fichte und Bergföhre in Lawinenzügen der nördlichen Voralpen. Birmensdorf: Eidgenössische Anstalt für das Forstliche Versuchswesen, 1978.[4]
- Die Wuchsformen der Bäume an der alpinen Waldgrenze. Birmensdorf: Eidgenössische Anstalt für das Forstliche Versuchswesen, 1981.[5]
- Mit Ernst Frehner und Hanspeter Stutz: Topfpflanzen für Hochlagenaufforstungen. Birmensdorf: Eidgenössische Anstalt für das forstliche Versuchswesen, 1984.[6]
- Mit Werner Frey und Franz Leuenberger: Ökologie und Technik der Aufforstung im Gebirge: Anregungen für die Praxis. Birmensdorf: Eidgenössische Anstalt für das Forstliche Versuchswesen, 1990.[7]
- Als Herausgeber: Vivian's legacy in Switzerland - impact of windthrow on forest dynamics. Bern: Haupt, 2002.
- Vivians Erbe: Waldentwicklung nach Windwurf im Gebirge. Birmensdorf: Bibliothek WSL, 2003.[8]